# Aldona Nawrocka-Woźniak
Aldona Nawrocka-Woźniak również jako Aldona Nawrocka (ur. 9 sierpnia 1977 w Rzeszowie) – polska kompozytorka, pianistka i pedagog.
Absolwentka Wydziału Edukacji Muzycznej (2001, dyplom z wyróżnieniem) oraz Wydziału Kompozycji, Dyrygentury i Teorii Muzyki (2004, dyplom z wyróżnieniem w klasie prof. Mariana Borkowskiego) Akademii Muzycznej im. Fryderyka Chopina w Warszawie. Doktor habilitowana sztuk muzycznych (2020). Pracuje na Wydziale Edukacji Muzycznej, Chóralistyki i Rytmiku UMFC.
Jej utwory były prezentowane m.in. w Szwajcarii (festiwale w Bazylei i Lucernie), Hiszpanii (Sewilla), we Francji, na Litwie i w Finlandii. Jest m.in. autorką utworów na fortepian, muzyki kameralnej na niewielkie składy, utworów na orkiestrę, utworów chóralnych, muzyki do baletu, muzyki do spektakli multimedialnych.
Kompozycje Aldony Nawrockiej pojawiły się na dwóch płytach nominowanych do Nagrody Muzycznej Fryderyk: Panorama nowej muzyki polskiej – VI "Mistrz i uczniowie 2" (Acte Prealable) w kategorii Album Roku Muzyka Współczesna w 2004 oraz In via (Reqiem Records) w kategorii Najwybitniejsze Nagranie Muzyki Polskiej i w kategorii Album Roku Muzyka Chóralna w 2022.

## Wyróżnienia i nagrody
- 2001: VI Konkurs Młodych Kompozytorów „Musica Sacra”, wyróżnienie
- 2002: VII Konkurs Młodych Kompozytorów „Musica Sacra”, I nagroda
- 2010: Międzynarodowy Konkurs Kompozytorski „Musica Sacra”, I nagroda
- 2011: I Międzynarodowy Konkurs „Transatlantyk Instant Composition Contest”, finalistka
- 2012: II Międzynarodowy Konkurs „Transatlantyk Instant Composition Contest”, finalistka